# Бертонова, Двора
Двора (Дебора) Бертонова (12 марта 1915, Тифлис, Российская империя — 19 апреля 2010, Тель-Авив) — израильская танцовщица, хореограф и педагог, дочь Евсея (Иехошуа) Бертонова. Бертонова, известна своими сольными танцевальными программами, сама ставила их, а также программы для трупп «Бат-Шева» и «Театронетто». Лауреат Премии Израиля (1991 года).

## Биография
Родилась в семье актёров Евсея и Мириам Бертоновых в 1915 году в Тифлисе, где они гастролировали с театральной труппой. В 1922 году отец присоединился к труппе московского театра «Габима», где стал одним из ведущих актёров. Дебора прожила в Москве с 1922 по 1928 год, в 1923 году начав учиться танцам в балетной школе Большого театра. В программу обучения входили как классический балет, так и характерный танец и пантомима. В девять лет, в 1924 году, девочка впервые появилась на сцене Большого театра в группе детей, изображавших океан, накрывшись большим куском ткани.
В 1928 году семья Бертоновых приехала в Палестину, чтобы участвовать в гастролях «Габимы». В Палестине Дебора впервые выступала как солистка, исполнив в культурном центре кибуца Дгания номер «Маленькая танцовщица», а на празднованиях в честь «Габимы» — «Танец нищих» из пьесы «Диббук» в постановке Вахтангова.
Когда труппа «Габимы» отправилась в турне по Северной Америке, родители оставили Дебору в Берлине у друга семьи Франа Полоцкого. Девочка жила в Германии до 1933 года и училась в танцевальной школе Трюмпи и Скоронель. Одновременно она обучалась игре на ударных инструментах у Карла Орфа и балинезским народным танцам у Радна Мааса Джодиане. Деньги на оплату уроков и проживание у Полоцкого зарабатывала, выступая в домах богатых берлинцев. В 1933 году (в возрасте 17 лет) некоторое время преподавала современный танец в иерусалимской консерватории Эмиля Хаузера и Тельмы Елин.
С 1934 года Бертонова продолжала учёбу в лондонской школе «Дарлингтон-Холл», где преподавали балетмейстеры-новаторы Курт Йосс и Зигурд Ледер. По рекомендации Йосса она приняла в 1936 году участие в международном танцевальном конкурсе в Париже, жюри которого возглавлял Серж Лифарь. Жюри присудило Бертоновой первый приз за танцы «Типажи свадьбы» и «Первый бал».
Йосс также свёл молодую танцовщицу с Мари Рамбер, которая организовала для неё серию выступлений. Один из посетителей этих выступлений познакомил Бертонову в октябре 1936 года с писателем Иммануэлем Бин-Горионом. Вернувшись в Палестину, они поженились в мае 1937 года в Реховоте. В этом браке через год родился сын Идо, в будущем ставший актёром, режиссёром и поэтом. В 1960-е годы семья перебралась в Холон, где поселилась рядом с домом Иехошуа Бертонова.
Уже в 1936 году Бертонова выступала с гастролями в Чехословакии и прибалтийских странах, а с 1937 года начала регулярные сольные выступления как в Палестине, так и за рубежом. В 1948 году она дала сольный танцевальный вечер на Бродвее в Нью-Йорке, в 1962 году — сольный спектакль в «Театре наций» в Париже и в том же году приняла участие в международном фестивале пантомимы в Берлине. В 1960 году получила стипендию ЮНЕСКО на посещение Ганы, где изучала местное танцевальное искусство, которое в дальнейшем использовала в своём творчестве. Вторично посетила Гану в 1965 году. В 1966 году посетила Индию, танцевальное искусство которой также впоследствии пропагандировала в Израиле.
В 1944 году основала собственную танцевальную студию в Тель-Авиве, где на протяжении 40 лет давала уроки как детям, так и профессиональным танцовщикам. В 1970 году объявила о завершении исполнительской карьеры, однако продолжала работать как преподаватель и хореограф, а в 1985 году вернулась на сцену с новой версией «Танца нищих», которую представила на IX конференции по иудаике в Иерусалиме и на праздновании 70-летия «Габимы». В 1991 году исполнила небольшую роль в постановке «Влияние гамма-лучей на бархатцы» (театральная школа «Бейт-Цви»), а год спустя — в фильме Амоса Гутмана «Непостижимая милость». В 1996 году впервые выступила с сольным представлением, не включавшим элементов танца. В ходе последовавших трёхлетних гастролей по стране эта постановка прошла более ста раз. В 2000 году Бертонова участвовала в постановке «Прощание со сценой» труппы «Театронетто». В начале 2002 года перелом бедренной кости в результате падения заставил Бертонову окончательно прекратить выступления, после чего она начала работу над автобиографической книгой «За кулисами души» (ивр. מאחורי הקלעים של הנפש‎), вышедшей в 2005 году.
Единственный сын Дворы, Идо, покончил с собой в 1972 году, в возрасте 35 лет. В 1986 году умер её муж Иммануэль Бин-Горион. Сама она скончалась в больнице им. Ихилова в Тель-Авиве в 2010 году, в возрасте 95 лет.

## Творчество
На протяжении долгого времени Двора Бертонова выступала как танцовщица-солистка, самостоятельно работая над хореографией своих спектаклей. По определению её мужа Иммануэля Бин-Гориона, её творчество представляло собой «уникальный гибрид стилизованного танца и пантомимы». Критики отмечали содержательность её танцев, проявляющиеся в них наблюдательность и чувство юмора автора, экономичность движений и отсутствие необходимости в реквизите. С середины 1940-х годов в творчестве Бертоновой заметное место занимают постановки, которые она сама определяла как «драмы»; в таких работах сочетались сольные танцевальные номера и декламация текстов, часто на библейскую или еврейскую национальную тематику. По её убеждению, такие библейские фигуры как Иохаведа (мать Моисея) и пророчица Девора требовали особых выразительных средств, и она, воплощая их образы, обращалась к архаичным формам искусства.
Один из первых сольных номеров Бертоновой, «Танец нищих», оставался среди её наиболее узнаваемых произведений на протяжении карьеры. Среди других известных довоенных работ Бертоновой — «Дочь Ифтаха» (музыка Н. Нарди), «Брошенный ребёнок» и «Типажи свадьбы» (все — 1930); «Разговор двух евреев» (музыка Й. Энгеля) и «Создатель волшебства» (оба — 1933); «Первый бал» (музыка М. Пенни, 1935); «Шабат» (музыка К. Саломона), «Долина» и «Мать» (музыка М. Лаври, все — 1936); «Деревенская девушка попадает в город» (музыка Лаври) и «Улица горестей» (оба — 1938).
В 1940 году были созданы композиции «Учитель» и «Ученик», в 1943 году — «Партизанка», «Неизвестный солдат», «Официант» (музыка Лаври) и «Принцесса на горошине» (музыка Моцарта), в 1946 году — «Исход из Египта» (музыка Й. Таля) и «Изкор» (музыка Э. Партоша) и в 1947 году — «Девушка-халуц» (музыка Партоша). На музыку Таля положены композиции «Путь в Иерусалим» (1952) и «В память» (1957). Также в 1957 году появилась работа «Комедиант» на музыку Ханана Винтерница, а в 1960-е годы — танцы на африканские мотивы, записанные в Гане.
В период перерыва в выступлениях, в 1979 году, Бертонова поставила для танцевального ансамбля «Бат-Шева» номер «Воспоминания о людях» на музыку Таля. В 1994 году, в возрасте 80 лет, вместе со своей ученицей Даниэллой Михаэли она создала для ежегодного фестиваля в Центре Сюзан Далаль композицию «Когда гаснут огни», источником вдохновения для которой послужили произведения Федерико Феллини.

## Признание заслуг
В 1991 году Дворе Бертоновой была присуждена Премия Израиля в области танцевального искусства, которую она разделила с Центром Сюзан Далаль, а на следующий год она стала лауреатом премии Израильского союза исполнителей (ивр. איגוד אמני ישראל‎). В 1994 году она была удостоена звания почётного гражданина Холона.